# Fountain Inn (South Carolina)
Fountain Inn ist eine  Stadt im US-Bundesstaat South Carolina. Das U.S. Census Bureau hat bei der Volkszählung 2020 eine Einwohnerzahl von 10.416 ermittelt.
Der südliche Teil der Stadt liegt im Laurens County, während der größte Teil der Stadt im Greenville County liegt. Der Ort ist Teil der Greenville-Spartanburg-Anderson Combined Statistical Area. Die als Upstate bekannte Region befindet sich im Nordwesten South Carolinas und besteht aus 9 Countys mit insgesamt ca. 1,5 Millionen Einwohnern. Der Name spielt an auf die gegenüber dem übrigen Bundesstaat erhöhte Lage der Region an den Ausläufern der Appalachen.

## Geschichte
Die Stadt erhielt ihren Namen von einem Gasthaus und einem Brunnen, die an der alten Postkutschenroute zwischen Columbia und Greenville lagen. Die Postkutschenfahrer nannten die Haltestelle „Fountain Inn“, und der Name blieb haften. Am Rathaus ist ein kleiner Gartenbrunnen installiert, und an der Nordseite der Stadt befindet sich eine Markierung, die auf den ehemaligen Standort des alten Gasthauses hinweist.

### Einwohnerentwicklung
| Jahr | Einwohner¹ |
| ---- | ---------- |
| 1950 | 1.325      |
| 1960 | 2.385      |
| 1970 | 3.391      |
| 1980 | 4.226      |
| 1990 | 4.388      |
| 2000 | 6.017      |
| 2010 | 7.799      |
| 2020 | 10.416     |

¹ 1950–2020: Volkszählungsergebnisse

## Infrastruktur

### Verkehr
Der South Carolina Highway 14 verläuft als Main Street durch das Stadtzentrum, und die Interstate I-385 verläuft entlang des südlichen Stadtrandes und ist über die Ausfahrten 22, 23 und 26 erreichbar. Greenville liegt 27 km im Nordwesten und Columbia liegt 135 km im Südosten. Über den Highway 14 erreicht man Laurens in südöstlicher Richtung (26 km).
Die ausschließlich im Güterverkehr genutzte Bahnstrecke der Greenville–Laurens der Carolina Piedmont Railroad führt von Nordwest nach Südost durch das Stadtgebiet.